# Vasilij Michajlovič Badanov
Vasilij Michajlovič Badanov (Novomalyklinskij rajon, 14 dicembre 1895 – Mosca, 1º aprile 1971) è stato un generale sovietico, in servizio nei reparti motocorazzati dell'Armata Rossa durante tutta la guerra sul Fronte orientale della seconda guerra mondiale. L'ufficiale è soprattutto conosciuto per la sua riuscita e audace incursione sugli aeroporti di Tacinskaja durante l'operazione Piccolo Saturno.

## Biografia

### Inizi
Entrato nell'Armata Rossa nel 1919, Badanov combatté durante la Guerra Civile in reparti di fanteria con incarichi prevalentemente di stato maggiore, mentre dopo la guerra entrò a far parte delle nuove truppe corazzate e meccanizzate sovietiche in fase di sviluppo negli anni 30. All'inizio dell'operazione Barbarossa nel giugno 1941, promosso generale e comandante della 55ª Divisione corazzata venne coinvolto nelle prime, disastrose battaglie di frontiera contro le Panzer-Division tedesche e la sua formazione subì pesanti perdite.
Dopo lo scioglimento dei pesanti ed inefficaci corpi meccanizzati, l'Armata Rossa si affrettò a costituire piccole brigate corazzate, equipaggiate con i pochi carri armati moderni ancora disponibili ed il generale Badanov ebbe il comando della 12ª Brigata corazzata con cui prese parte con distinzione alle battaglie dell'autunno e dell'inverno nella regione di Brjansk e di Voronež. Nell'estate 1942 il generale venne promosso al comando del nuovo 24º Corpo corazzato, assegnato al Fronte di Brjansk del generale Filipp Golikov, e venne quindi coinvolto nei confusi tentativi di contrattacco sferrati dalle numerose formazioni meccanizzate sovietiche raggruppate nella regione per cercare di arrestare la nuova offensiva tedesca in direzione del Don e di Stalingrado.
I contrattacchi dei corpi corazzati sovietici non ebbero successo; le Panzer-Division tedesche continuarono ad avanzare e le formazioni dell'Armata Rossa dovettero ripiegare oltre il Don, dopo aver subito dure perdite, per cercare di difendere Voronež. Anche il generale Badanov prese parte con il suo 24º Corpo corazzato a queste battaglie ed alla fine di luglio la sua formazione, dopo essere stata in un primo momento concentrata a Voronež insieme al 4° ed al 17º Corpo corazzato, venne ritirata nelle retrovie per essere riequipaggiata e riorganizzata in vista della campagna invernale.

### Incursione su Tacinskaja
Il generale Badanov, sempre alla guida del 24º Corpo corazzato, rimase in riserva durante l'operazione Urano e venne invece assegnato al Fronte Sud-Ovest del generale Nikolaj Vatutin nel dicembre 1942 per prendere parte, insieme ad altre formazioni meccanizzate sovietiche, alla successiva operazione Piccolo Saturno diretta principalmente contro il fronte sul medio Don difeso dalle truppe italiane dell'8ª Armata. L'offensiva ebbe inizio il 16 dicembre ed inizialmente i corpi corazzati, compresi i reparti di Badanov, rimasero in riserva in attesa dello sfondamento decisivo; solo il secondo giorno il generale Vatutin si decise a far intervenire le unità corazzate per accelerare il crollo delle difese italiane ed avanzare in profondità. Il generale Badanov avanzò quindi con i suoi carri a partire dalla sera del 17 dicembre dalla testa di ponte di Verčne Mamon subito dietro i reparti corazzati del 25º e del 17º Corpo corazzato.

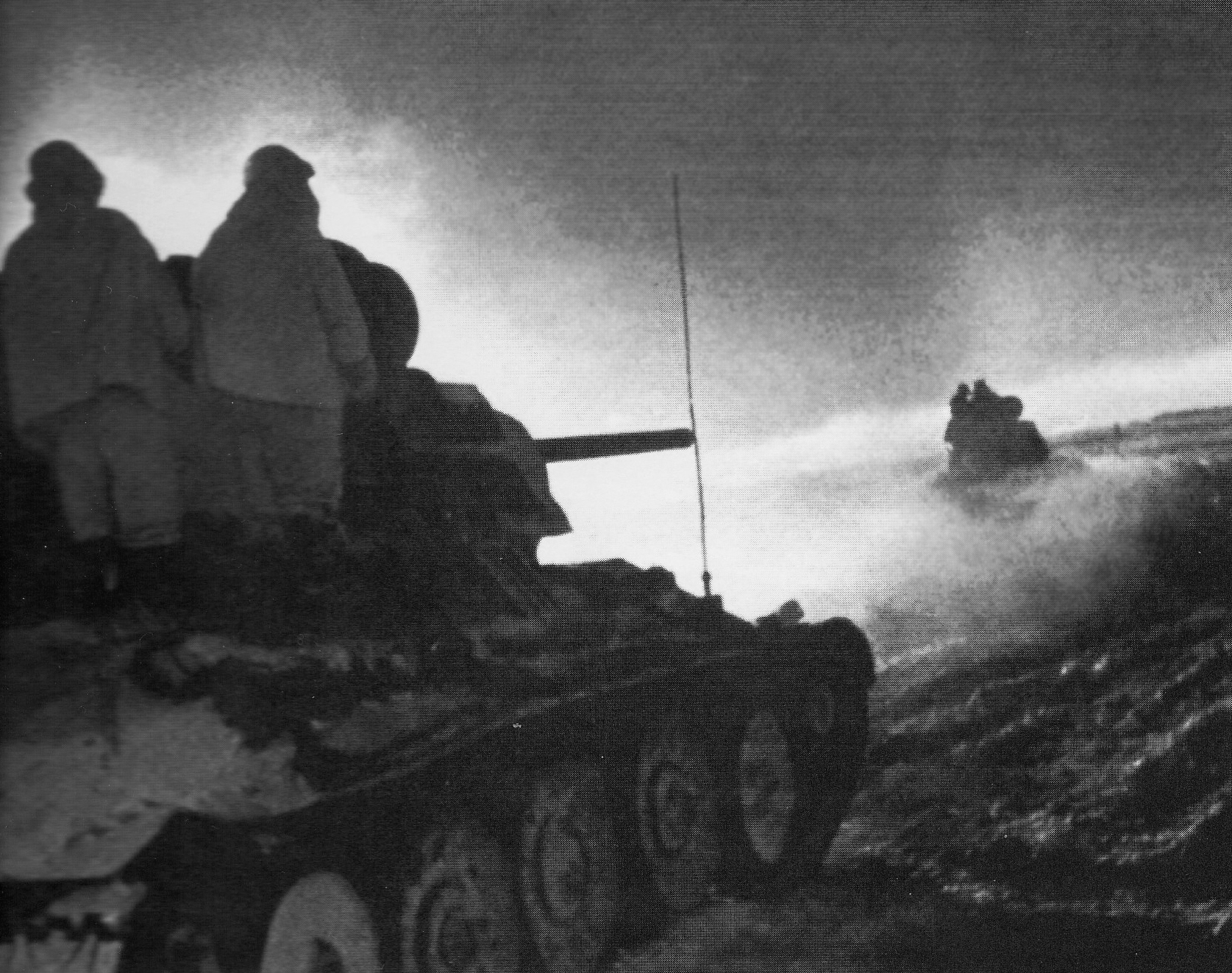
I carri armati sovietici avanzano nella steppa durante l'operazione Piccolo Saturno.

I reparti corazzati del generale Badanov iniziarono quindi una velocissima marcia in profondità nella steppa innevata, avanzando praticamente nel vuoto in mezzo ai reparti in rotta dell'Asse; senza fermarsi di fronte ad isole di resistenza nemiche, le brigate del 24º Corpo corazzato procedettero verso sud in direzione delle retrovie del Gruppo d'armate Don e soprattutto dell'area degli aerodromi di Tacinskaja da cui decollavano gli aerei da trasporto tedeschi che tentavano faticosamente di rifornire la sacca di Stalingrado. In pochi giorni i carri armati del generale Badanov percorsero oltre 250 km e la sera del 24 dicembre, dopo aver sgominato alcuni reparti tedeschi a Skosyskaja, le unità sovietiche sbucarono di sorpresa sulle alture a nord di Tacinskaja.
La mattina successiva il generale Badanov sferrò l'attacco sugli aerodromi da due direzioni, seminando il panico nel personale della Luftwaffe, distruggendo oltre 70 velivoli a terra e costringendo i superstiti ad una caotica evacuazione. Questa incursione in profondità, tra le più riuscite operazioni offensive delle formazioni meccanizzate sovietiche durante la seconda guerra mondiale, ebbe grande importanza per l'esito stesso della Battaglia di Stalingrado, disorganizzando definitivamente il sistema di rifornimento tedesco e costringendo il feldmaresciallo Erich von Manstein a sospendere il tentativo di soccorrere le truppe accerchiate nella sacca.
Nei giorni seguenti, peraltro, il generale Badanov si trovò in grande difficoltà; praticamente accerchiato a Tacinskaja da nuove forze corazzate tedesche accorse per salvare la situazione, il generale organizzò una difesa circolare intorno agli aerodromi e resistette per altri quattro giorni. Dopo accese discussioni tra Badanov, Vatutin, Žukov e lo stesso Stalin, venne presa la decisione di abbandonare la posizione e ripiegare a nord, manovra che i superstiti del 24º Corpo corazzato (circa 1.000 uomini e poche decine di carri armati) completarono con successo il 30 dicembre. Il generale Badanov quindi dovette infine ritirarsi dalla zona degli aerodromi ma ottenne grande notorietà e prestigio per il successo raggiunto e per la rapidissima avanzata delle sue unità, guadagnando, primo tra i soldati dell'Armata Rossa, la nuova onorificenza dell'ordine di Suvorov. Il 24º Corpo corazzato venne ugualmente premiato e assunse la nuova denominazione onorifica di 2º Corpo corazzato della Guardia.

### Al comando della 4ª Armata corazzata
Dopo il brillante successo di Tacinskaja il generale Badanov trascorse il resto della campagna invernale alla guida di un raggruppamento costituito con i resti del suo 24º Corpo corazzato e con gli elementi residui del 25º Corpo corazzato e del 1º Corpo meccanizzato della Guardia; fortemente indebolite, queste formazioni ebbero una parte minore nelle ultime battaglie invernali e vennero presto ritirate nelle retrovie per essere ricostituite.
Per i risultati raggiunti e per le qualità di slancio e decisione messe in evidenza Badanov venne prescelto, nella primavera del 1943, per assumere il comando di una delle nuove armate corazzate costituite dall'Armata Rossa; il generale prese quindi la guida della 4ª Armata corazzata, una potente formazione mobile equipaggiata con oltre 500 carri armati moderni, assegnata al settore centrale del fronte orientale nella regione di Orël e Bolkhov. Dopo la battaglia di Kursk, la 4ª Armata di Badanov venne impegnata dal 14 luglio dal comando sovietico, durante l'operazione Kutuzov, nel tentativo di ottenere uno sfondamento strategico in profondità e scardinare le munite difese tedesche nel saliente di Orël. Impegnata in modo troppo frontale contro le linee fortificate tedesche, l'armata corazzata subì pesanti perdite e non riuscì a sfondare; lo stesso generale Badanov subì critiche per il suo operato, per la sua eccessiva precipitazione e imprudenza, da parte dei generali Bagramjan e Sokolovskij. Dopo questo insuccesso la 4ª Armata corazzata venne ritirata nelle riserve e non partecipò in modo attivo alle successiva marcia verso il Dniepr ed alle dure battaglie per la conquista di teste di ponte sul grande fiume.
Nell'inverno 1944 Badanov mantenne inizialmente il comando della 4ª Armata corazzata, impegnata, insieme alle altre formazioni mobili sovietiche, negli aspri combattimenti per liberare l'Ucraina occidentale; ai primi di marzo 1944 l'armata raggiunse la regione di Ternopol e Proskurov per partecipare alla nuova offensiva del 1° Fronte Ucraino passato al comando del maresciallo Žukov, ma il 7 marzo il generale Badanov, in non buone condizioni di salute, venne sostituito al comando dal generale Dmitrij Leljušenko e fece ritorno a Mosca per assumere un comando amministrativo. Dopo un periodo di riposo, Badanov assunse nell'agosto 1944 il comando della Direzione addestramento e preparazione militare delle Truppe moto-corazzate, un incarico che mantenne fino al termine della guerra.
Nel dopoguerra il generale Badanov si diplomò alla Scuola superiore di guerra dell'Accademia militare sovietica e concluse la sua carriera nell'apparato amministrativo del Ministero della Difesa.